# ایوان مورودی
ایوان مورودی (روسی: Иван Мавроди؛ ۵ اوت ۱۹۱۱ – ۴ آوریل ۱۹۸۱) نویسنده، و شاعر اهل اتحاد جماهیر شوروی سوسیالیستی بود.